# بيلي بارهام
بيلي بارهام (بالإنجليزية: Billy Barham)‏ هو لاعب كرة قدم أسترالية أسترالي، ولد في 7 أبريل 1952.

## وصلات خارجية
- بيلي بارهام على موقع AustralianFootball.com (الإنجليزية)
- بيلي بارهام على موقع AFLtables.com (الإنجليزية)